# Super Chicha
Super Chicha es un personaje ficticio creado para el Carnaval de Santa Cruz de Tenerife del año 1999 y que se convirtió en uno de los personajes carnavaleros más entrañables y queridos.

## Historia
La temática del Carnaval de Santa Cruz de Tenerife fue dedicada en 1999 al mundo del cómic. Para presidir el escenario de ese año se creó un superhéroe patriótico de la isla de Tenerife, que fue bautizado como «Super Chicha», es decir «Super Chicharrero» (chicharrero es el gentilicio popular de los habitantes de la ciudad de Santa Cruz de Tenerife). El personaje fue creado por el diseñador Guillermo Afonso y para su creación sirvió de inspiración el Capitán América.
La gigantesca estatua de Super Chicha fue ubicada en la parte central del escenario en la Plaza de España, junto a él le acompañaba un busto de menor tamaño de Lara Croft junto a más superhéroes del mundo del cómic. Le servía como telón de fondo a la enorme imagen una pared que imitaba a la página de un tebeo, y Super Chicha con un puño alzado y el escudo en la otra mano parecía estar saliendo de él.
Tras el carnaval, la escultura original de Super Chicha fue exhibida en el mercado del barrio de La Salud en Santa Cruz de Tenerife hasta 2012, cuando el Ayuntamiento se ve obligado a desmontar la escultura debido a su deterioro y provocando una gran polémica en la ciudad y la isla, especialmente entre los grupos del carnaval. Se espera que en un futuro pueda realizarse una copia de la estatua original y sea colocada en el exterior de la Casa del Carnaval de Santa Cruz, el museo dedicado a esta emblemática fiesta.
En la actualidad, Super Chicha continúa  siendo considerado un personaje alegórico y recurrente del Carnaval de Santa Cruz de Tenerife. Durante el carnaval del año 2017, el disfraz que utilizaron los miembros de la murga Los Chinchosos era precisamente de Super Chicha. Por su parte, una imagen del superhéroe volvió a presidir el escenario del carnaval de 2024, enfrentado a una figura de King Kong.

## Uniforme
Super Chicha viste una máscara azul con alitas blancas entre las sienes, y la palabra "Sch" en la frente, pecho azul y guantes blancos, el resto del traje es de color azul, con botas blancas. Super Chicha porta un escudo circular, el escudo tiene los colores y la forma de la bandera de Tenerife, es decir fondo azul rematado con una cruz en forma de aspas blanca.